# قطعنامه ۱۹۱۷ شورای امنیت
قطعنامه ۱۹۱۷ شورای امنیت سازمان ملل متحد که در تاریخ ۲۲ مارس ۲۰۱۰ تصویب شد، سندی بین‌المللی دربارهٔ اوضاع در افغانستان است. این قطعنامه طی نشست ۶۲۹۰ام با ۱۵ رای موافق، ۰ مخالف و ۰ ممتنع تصویب شد.